# Wasserwerfer 10000

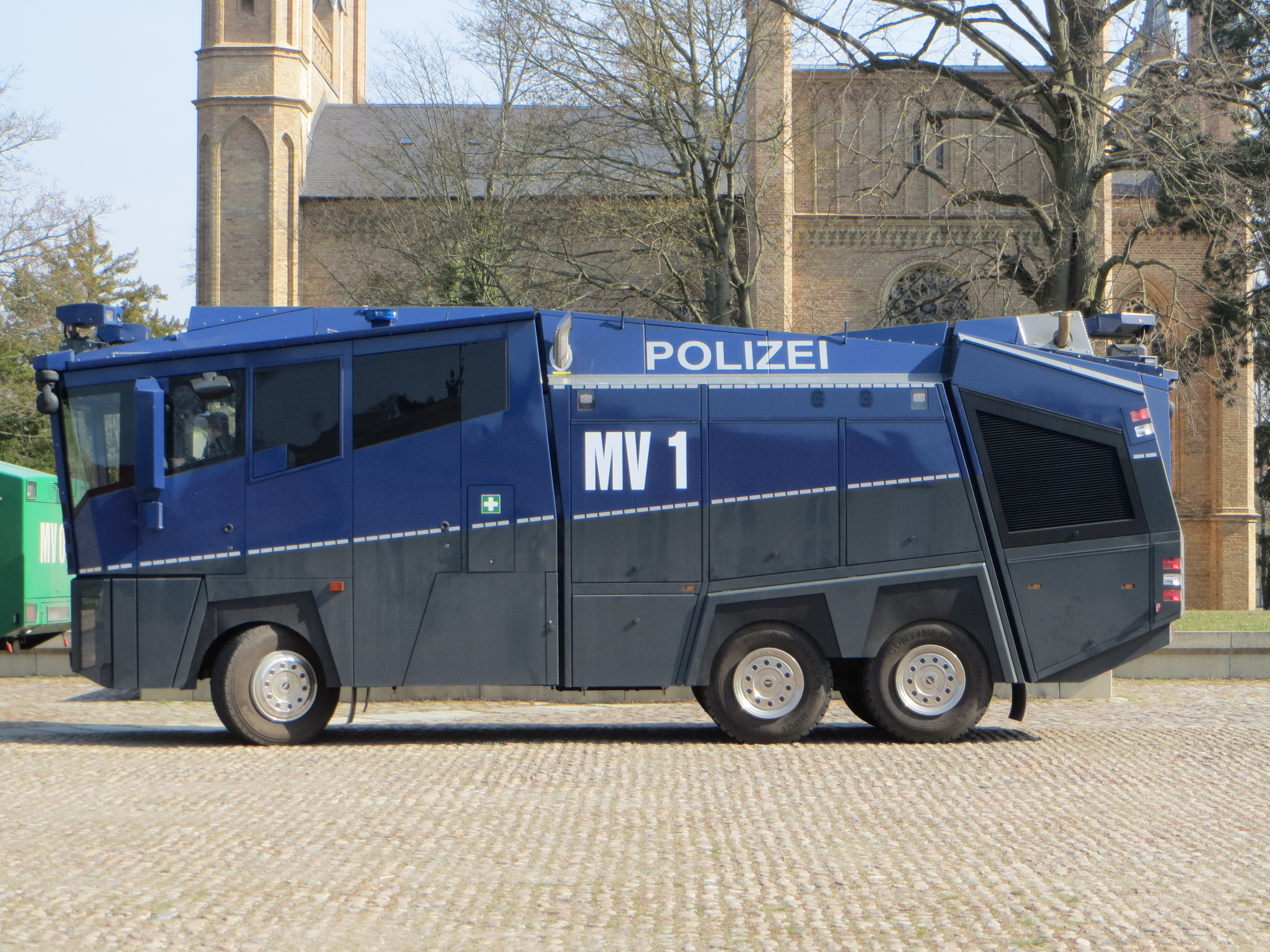
Seitenansicht

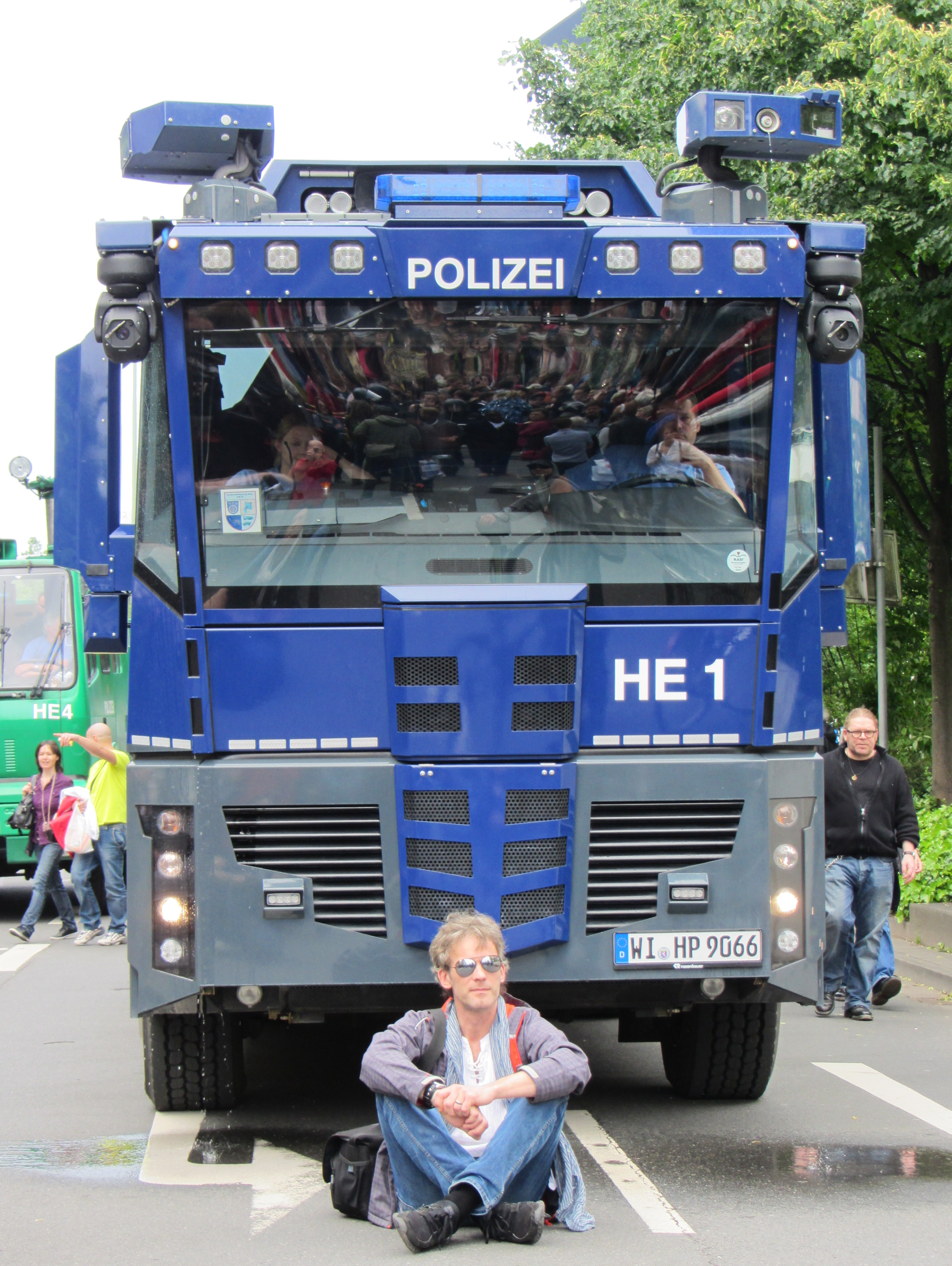
Frontansicht bei einer Sitzblockade

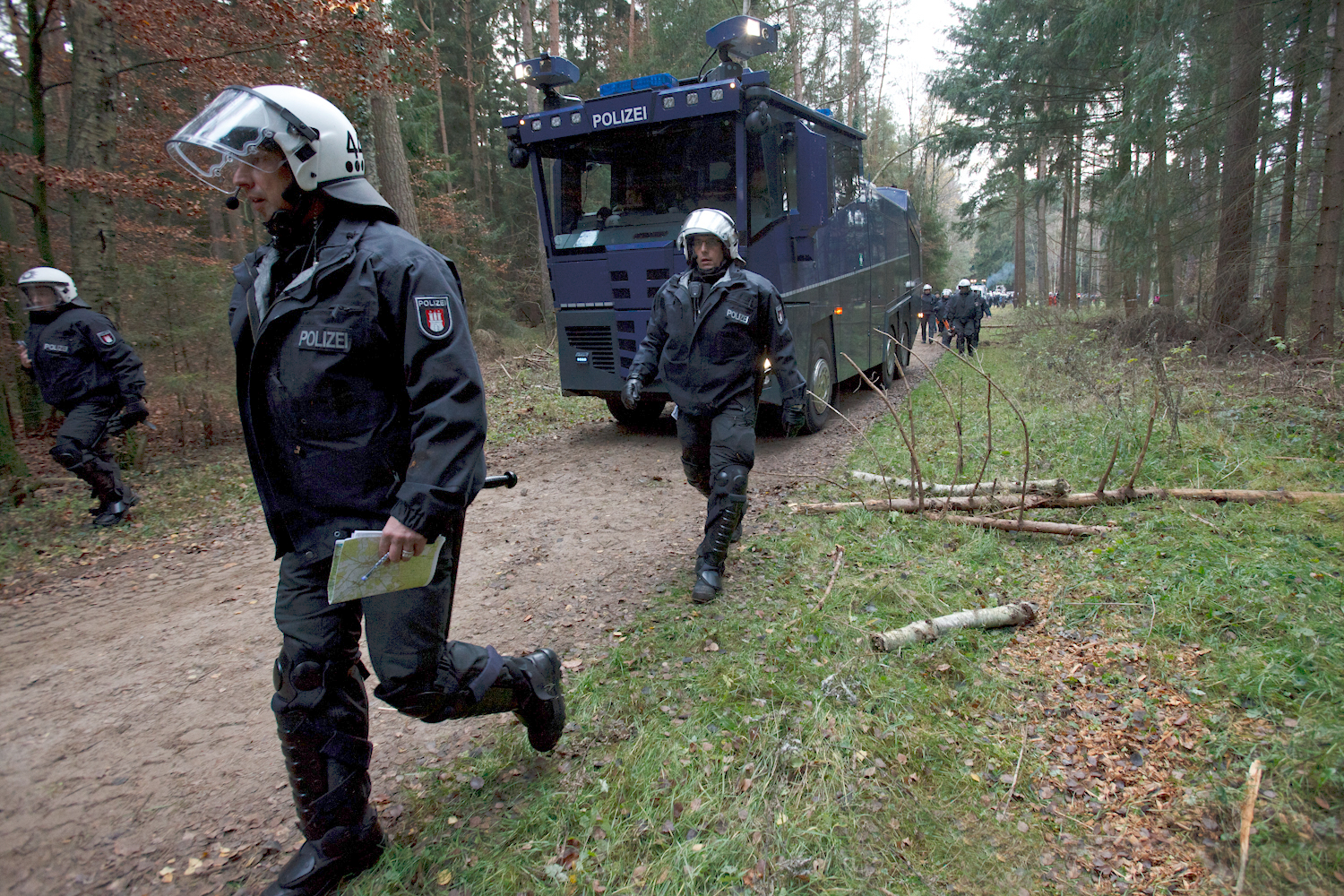
Einsatz bei einem Castor-Transport

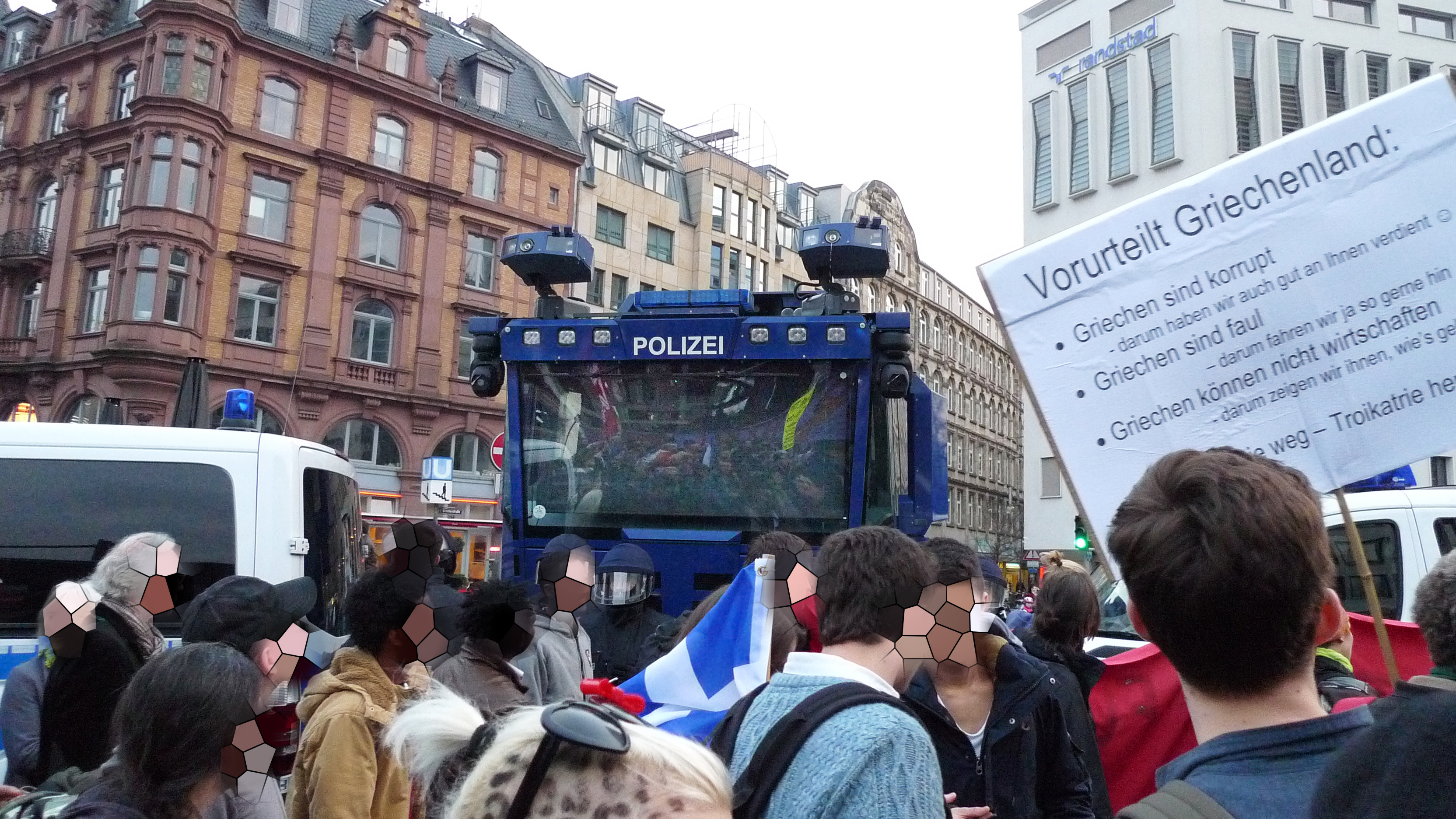
Im März 2015 bei Blockupy-Protesten anlässlich der Eröffnung des EZB-Neubaus in Frankfurt am Main

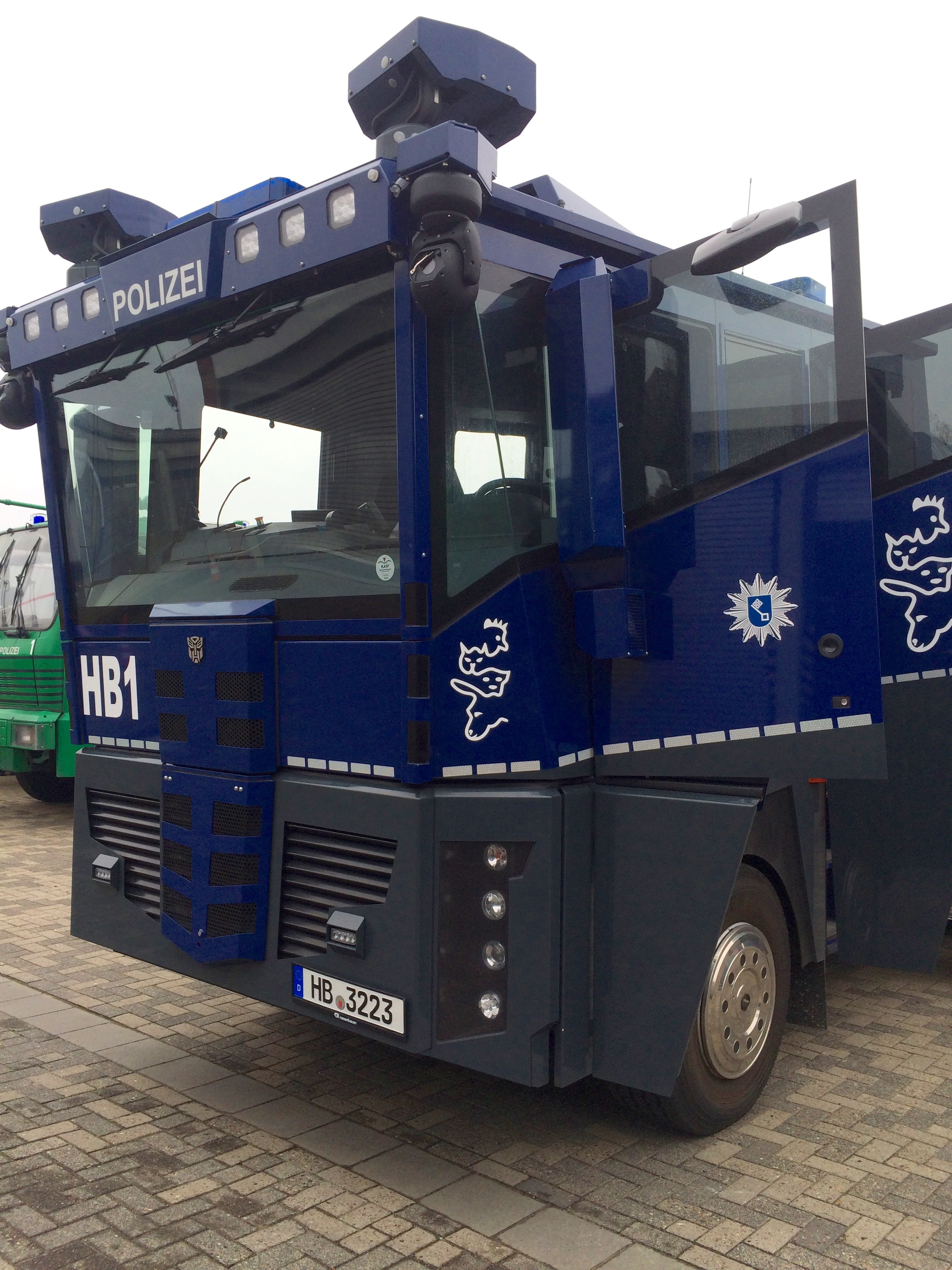
WaWe 10 der Bremer Polizei mit Stadtmusikanten-Logo

Der Wasserwerfer 10000 (kurz WaWe 10) ist ein Wasserwerfer-Typ der deutschen Polizei. Die Baureihe ist Nachfolger des Wasserwerfer 9000. Ein Prototyp wurde im November 2008 an die Bundespolizei übergeben, die Auslieferung der ersten fünf Serienfahrzeuge erfolgte bis 2011. Hersteller ist die österreichische Firma Rosenbauer. Primärer Einsatzbereich des Wasserwerfers ist die Anwendung unmittelbaren körperlichen Zwanges gegen Personen im Rahmen der polizeilichen Gefahrenabwehr, insbesondere bei Demonstrationen und anderen Großveranstaltungen.

## Beschaffung
Der Beschaffung liegt ein Beschluss der Innenministerkonferenz von Bund und Ländern aus dem Jahr 2005 zu Grunde. Die im Frühsommer 2008 erfolgte europaweite Ausschreibung durch das Beschaffungsamt des Bundesministeriums des Innern konnte das auf Feuerwehrfahrzeuge spezialisierte Unternehmen Rosenbauer für sich entscheiden.
Die Fahrzeuge wurden zunächst in Hamburg und Berlin erprobt und gingen ab 2010 in Serie. Bis 2019 soll der Ersatz der bisherigen Fahrzeuge abgeschlossen sein. Bestellt sind zunächst 50 Fahrzeuge mit einer Option auf insgesamt 78. Ein Fahrzeug sollte rund 900.000 Euro kosten. Die tatsächlichen Beschaffungskosten in den Jahren 2013 und 2015 wurden vom Land Bremen mit rund 1,1 Millionen Euro pro Fahrzeug angegeben. Die Wasserwerfer sind Teil der materiellen Ausstattung der Bereitschaftspolizeien (wie z. B. auch die sonstigen Fahrzeuge) der Länder. Diese wird aus dem Etat des Bundesministerium des Innern finanziert und von diesem beschafft. Der Bund stellt die Ausstattung den Ländern zur Verfügung.
Die Bereitschaftspolizeien in Hamburg und Sachsen erhielten als erste die Wasserwerfer des neuen Typs. Am 10. Februar 2011 übergab der Hamburger Innensenator Heino Vahldieck den Wasserwerfer an den Hamburger Polizeipräsidenten Werner Jantosch. In Sachsen wurde der Wasserwerfer am 28. April 2011 eingeführt.

## Technik

### Aufbau
Der Wasserwerfer 10000 ist auf dem Mercedes-Benz Actros-Allradfahrgestell aufgebaut. Er ist 3,7 m hoch, 9,9 m lang und 2,55 m breit. Der Antrieb leistet 300 kW (ca. 408 PS). Das zulässige Gesamtgewicht liegt bei 31 t. Beim Design des Fahrzeugs fällt die vorspringende Front mit schräg gestellter Frontscheibe ins Auge. Glatte Außenwände sollen ein Erklettern des WaWe 10 verhindern und die schräge Dachform Molotowcocktails keinen Halt bieten. Die Kabine besteht aus Aluminiumverblechung auf einem Aluminiumgerippe. Die Schutzverglasung der Kabine besteht aus Polycarbonat. Zudem ist eine Klimaanlage verbaut. Die Besatzung besteht aus bis zu fünf Personen: einem Kommandanten, einem Fahrer, einem Beobachter und zwei Bedienern für die Wassermonitore.

### Wasser
Der WaWe 10 ist mit einem beheizbaren 10.000-Liter-Tank ausgestattet und besitzt drei Werferrohre, zwei vorne mit einem Durchsatz von bis zu 1200 l/min und einer Wurfweite von 65 Metern mit 20 bar Druck sowie eines hinten mit bis zu 900 l/min und einer Wurfweite von 50 Metern. Die Pumpanlage für die Werfer wird durch einen eigenen Motor angetrieben (Deutz TCD 2012L06), damit wie beim Vorgängermodell auch von jedem Fahrzustand unabhängig Wasser verschossen werden kann.
Im Gegensatz zu den Vorgängermodellen ist neben einer Regulierung des Wasserdrucks auch die Veränderung des Strahlbildes möglich, was eine bessere Wasserdosierung im Einsatz ermöglicht, wie z. B. dem Löschen von brennenden Barrikaden. Eine weitere Neuerung sind Überwachungskameras und Mikrofone, die das Umfeld des Fahrzeuges aufzeichnen. Anhand der Reaktionen der Anwesenden soll im Nachhinein auch die Verständlichkeit der Lautsprecherdurchsagen belegt werden können.

### Reizstoffe
Zwei Digidos-Zumischsysteme für teils gesundheitsschädliche Reizstoffe wie CN- oder CS-Stammlösung erlauben Zumischraten von 0,1 bis 1,5 Prozent. Sie können beigemischt und so als Aerosol ausgegeben werden. Im Geräteraum befinden sich zwei Reizstoffbehälter à 60 Liter.

### Kraftstoffverbrauch und Emissionen
Der WaWe 10000 verbraucht nach Angaben der Hamburger Polizei aufgrund der langen Standzeiten etwa 75 Liter Kraftstoff pro 100 km. Das Fahrzeug erreicht die Abgasnorm Euro 5.

### Probleme mit der Schutzverglasung
Im März 2014 führte die Thüringer Polizei einen Probeeinsatz durch. Polizisten bewarfen den Wasserwerfer dabei mit Eiern, Tennisbällen und PET-Flaschen. Einem Bericht des MDR zufolge erlitt die Polycarbonat-Panzerverglasung des Polizei-Fahrzeugs dadurch drei faustgroße Schäden.  Eine Erklärung konnte die Landespolizeidirektion nicht liefern.